# Chionaema loloana
Chionaema loloana là một loài bướm đêm thuộc phân họ Arctiinae, họ Erebidae.